# Benita Benito
Benita Benito y Tejada (Bilbao, 17 de febrero de 1854-Madrid, 1896) fue una pintora española.

## Biografía
Natural de Bilbao, estudió en aquella ciudad las primeras nociones de dibujo. Luego prosiguió con su formación artística en la escuela superior de Madrid. En la Exposición Nacional de Bellas Artes de 1876, presentó un cuadro titulado El Guardián. Años más tarde, concurrió a la de 1881 con un lienzo de grandes dimensiones que representaba El primer paso. También se la hace autora de una obra titulada El fin de doña Blanca.
Falleció en Madrid en 1896, enferma de tuberculosis.